# Ahura Mazda
Ahura Mazda, znan tudi kot Ohrmazd, Ahuramazda, Hourmazd, Hormazd in Hurmuz, Gospod ali pa preprosto duh oziroma »gospod, ki ve«, je avestično ime za stvarnika in edinega Boga zoroastrizma, stare perzijske (iranske) vere, ki je obstajala že veliko stoletij pred islamom. Ahura Mazda je opisan kot najvišji duh čaščenja v zaratustrstvu, je prvi in najbolj pogosto navajan duh v Yasni. Dobesedni pomen besede  Ahura je lahek in Mazda je modrost. Zoroastrizem se vrti okoli treh osnovnih načel - dobre misli, dobre besede in dobra dela.
Ahura Mazda se je prvič pojavil v ahemenidskem obdobju (okoli  550 - 330 pr. n. št.) pod Darejem I. v Behistunskem napisu. Do Artakserksa II. (405-04 do 359-58 pr. n. št.), so Ahuro Mazdo častili in uveljavljali samega. Z Artakserksesom II. je bil Ahura Mazda v trojici z Mitro in Apam Napat. V ahemenidskem obdobju ni enotne prezentacije Ahura Mazde, razen po meri vsakega cesarja, ki je imel prazen voz, ki so ga vlekli beli konji in povabljen Ahura Mazda, ki je spremljal perzijsko vojsko v bitkah. Slika Ahure Mazde se je začela pojavljati v partskem obdobju, vendar so se ustavili in jo nadomestiti s kamnitimi vklesanimi figurami v sasanidskem obdobju.

## Izrazje
"Mazda" ali bolje rečeno, avestanska izvorna forma Mazdā, odraža proto-iransko *Mazdāh (ženska). Na splošno gre za ime duha in tako kot njena sanskrtska sorodna beseda  medhā, pomeni "inteligenca" ali "modrost". Obe besedi avestanska in sanskrtska odražata proto-indo-iransko *mazdhā iz proto-indo-evropske *mn̩sdʰeh, dobesedno pomeni "dajanje (*dʰeh) človekovemu umu (*mn-s)", zato je pameten".
Ime kot Ahuramazda (stara perzijščina) je bilo uporabljeno v ahemenidski dobi, Hormazd v obdobju Partov in Ohrmazd je bil uporabljen med sasanidskim obdobjem.
Ime naj bi bilo na klinastih tablicah asirskega Asurbanipala, v obliki Assara Mazaš, čeprav je ta razlaga zelo sporna.

## Značilnosti
Čeprav je bil Ahura Mazda duh v stari iranski religiji, še ni dobil naziva 'neustvarjeni duh'. Ta naslov mu je dal Zaratustra, ki je razglasil Ahuro Mazdo kot neustvarjenega duha, v celoti pametnega, dobronamernega in dobrega, kot tudi ustvarjalca in privrženca Aša ('resnica' - koncept primarnega pomena v zoroastrski religiji in dokrini). Kot Ahura Mazda je opisan kot ustvarjalec in privrženec Aša, je zagovornik in varuh pravičnosti in prijatelj samo človeka.

## Zaratustrovo razodetje
Pri starosti 30 let je Zaratustra prejel razodetje. Medtem ko je Zaratustra pridobival vodo iz zore za sveti obred, je videl svetel lik yazata ('božanskost'), Vohu Manah ('dober namen'), ki je vodil Zaratustro do prisotnosti Ahura Mazde, ki ga je poučeval o načelih kardinalne Božje religije. Kot posledica te vizije, je Zaratustra menil, da je bil izbran za širjenje in oznanjanje vere. On je navajal, da je bil ta vir vse dobrote samo Ahura vreden najvišjega čaščenja. Dodal je še, da Ahura Mazda ustvarja duhove, znane kot yazate, ki mu pomagajo, kot tudi predano služijo. Zaratustra je razglasil, da so bile vse iranske daeve slabi duhovi in ne zaslužijo nobenega čaščenja. Te 'slabe' duhove je ustvaril Angra Mainyu, sovražni in hudobni duh. Obstoj Angra Mainyu je bil vir vsega greha in bede v vesolju. Zaratustra je trdil, da Ahura Mazda ni bil vsemogočen Bog, ampak je uporabljal za pomoč ljudi v kozmičnem boju proti Angra Mainyu. Kljub temu je bil Ahura Mazda nadrejen Angra Mainyuju in ne njemu enak. Angra Mainyu in njegovi daeve ('duhovi'), ki poskušajo ljudi zavesti stran od poti pravičnosti (Aša), bodo sčasoma uničeni.

## Zgodovina

### Ahemenidsko cesarstvo
Ali so Ahemenidi bili zoroastrijanci je stvar več razprav. Vendar pa je znano, da so bili Ahemenidi častilci Ahura Mazde . Zastopanje in sklicevanje na Ahura Mazdo je možno videti na kraljevih napisih ahemenidskih kraljev. Najpomembnejši od vseh napisov je Behistunski napis Dareja I., ki vsebuje veliko napisanih omemb Ahura Mazde. Napis v grščini, ki je bil najden v poznoahemenidskem templju v Perzepolisu omenja Ahura Mazdo in dva druga duhova, najverjetneje Mitro in Anahita. Na elamitski utrdbi Perzepolisa, tablica 377, je Ahura Mazda uveljavljen skupaj z Mitro in Vorunom (Apam Napat, verjetno vedski Varuna, 'vodni bog'). Artakserks III. se spet sklicuje na tri duhove.
Zgodnje ahemindsko obdobje ni vsebovalo predstavitev Ahura Mazde. Krilati simbol z moško figuro, ki so ga najprej obravnavati evropski učenjaki kot Ahura Mazdo, naj bi predstavljal kraljevo xvarənah, poosebljenje kraljeve moči in slave. Vendar pa je bilo običajno za vsakega cesarja od Kira do Darrjs III., da so imeli prazen voz, ki so ga vlekli beli konji kot prostor za Ahura Mazdo, da je spremljal perzijsko vojsko v bitkah. Uporaba podobe Ahura Mazde se je pričela v zahodnih satrapijah cesarstva v poznem 5. st. pr. n. št.. Pod Artakserksom II., je znana prva literarna referenca, kot tudi kip Ahura Mazde, ki ga je postavil perzijski guverner Lidiji v 365 pred našim štetjem.

### Partsko cesarstvo
Znano je, da se je spoštovanje Ahura Mazde, kot tudi Anahita in Mitre nadaljevalo z enako tradicijo tudi v tem obdobju. Čaščenje se je končalo z začetkom sasanidskega obdobja. Zoroastrski ikonoklazem, ki ga lahko zasledimo na koncu partskega obdobja in začetku sasanidskega, je sčasoma opravil z uporabo vseh slik Ahura Mazde v bogoslužju, vendar je ostal dostojna moška figura, stoje ali na konju, v sasanidski investituri. 

### Sasanidsko cesarstvo
V obdobju Sasanidov se je pojavila heretična oblika zaratustrstva, imenovan zurvanizem. Pridobil je privržence po vsem cesarstvu, predvsem pri kraljevi rodbini Sasanidov. Pod vladavino Šapurja I., se je zurvanizem razširil in postal razširjen kult. Ta je  preklical izvirno sporočilo zoroastrstva iz časa Ahura Mazde kot neustvarjenega duha in ustvarjalca vsega in mu zmanjšal ustvarjenega duha z enim od dveh dvojčkov, sinov Zurvana, očeta in primarnega duha.
Razen zurvanizma so sasanidski kralji dokazovali svojo predanost Ahura Mazdi v drugih oblikah. Pet kraljev je prevzelo ime Hormizd in Bahram II. je ustvarili naziv Ohrmazd-mowbad, ki se je nadaljeval po padcu Sasanidov še preko islamskih časov. Vsi nabožni akti v zaratustrstvu izvirajo iz sasanidskega obdobja in se začnejo s poklonom Ahura Mazdi. Pet Gāhs (je časovno obdobje, ki je v zoroastrstvu posvečeno neki Yazati) se začne z izjavo v srednji perzijščini Ohrmazd je Lord in vključi Gathic verz: Koga, Mazda si ti imenoval moj zaščitnik. Zoroastrske molitve se omenjeni v prisotnosti svetlobe, bodisi v obliki ognja ali sonca. V iranskem narečju Yidḡa in Munǰī, je sonce še vedno imenuje ormozd. 

## V drugih religijah
Nekateri učenjaki (Kuiper. IIJ I, 1957; Zimmer. Münchner Studien 1984: 187–215) menijo, da Ahura Mazda izvira iz * vouruna-mitra ali vedske Varuna (in Mitre). Po mnenju Williama W. Malandre sta Varuna (v vedski dobi) in Ahura Mazda (v stari iranski religiji) predstavljala isti indo-iranski koncept vrhovnega 'modrega, vsevednega gospoda.
V manihejstvu so ime Ohrmazd Bay ('bog Ahura Mazda') uporabljali za prvotno figuro Nāšā Qaḏmāyā, 'prvotnega človeka' in emanacije Očeta Veličanstva (v manihejstvu imenovanega Zurvan), prek katerega je po tem, ko se je žrtvoval za obrambo sveta svetlobe, požrl sile teme. Čeprav je Ormuzd osvobojen sveta teme, ostajajo njegovi 'sinovi', ki jih pogosto kličejo njegova oblačila ali orožje. Njegovi sinovi, pozneje znani kot svetovna duša po nizu dogodkov, bodo večinoma pobegnili od materije in se spet vrnili v svet luči, od koder so prišli. Manihejci često identificirajo kozmološke figure z zaratustrskimi. To je morda deloma zato, ker se je Mani rodil v velikem zaratustrskem Partskem cesarstvu.
V sogdijskem budizmu je bil Xwrmztʼ (sogdijsko napisan brez dosledne predstavitve samoglasnikov) ime, ki se je uporabljalo namesto Ahura Mazda.  Skozi stike s turškimi ljudstvi, kot so Ujguri, je to sogdijsko ime prišlo do Mongolov, ki še vedno imenujejo to božanstvo Qormusta Tengri (tudi Qormusta ali Qormusda), je zdaj dovolj priljubljeno božanstvo, da se pojavlja v številnih kontekstih, ki niso izrecno budistični.
Predkrščanski Armenci so imeli Aramazd kot pomembno božanstvo v svojem panteonu bogov. Zanj velja, da je sinkretično božanstvo, kombinacija avtohtonih armenskih likov Arama in njegovega sina Ara in iranskega Ahura Mazda. V sodobni Armeniji je Aramazd moško ime.

## V popularni kulturi
- Ormazd in Ahriman sta lika v videoigri Prince of Persia (2008).
- Ormazd in Ahriman sta lika v romanu Philipa K. Dicka The Cosmic Puppets.
- V videoigri (2001) Severance: Blade of Darkness, je Ahura Mazda bog, ki je ustvaril ves svet, v katerem se igra odvija.
- Eden od navdihov za ime Mazda Motor Corporation je Ahura Mazda, s homophonom podobnosti z ustanoviteljem Jujiro Matsuda.
- Kip Ahura Mazde je zgrajen, da vsebuje Djinn v filmu Wishmaster.
- V romanu Amisha Tripathija (2013) The Oath of the Vayuputras, je Ahura Mazda prikazan kot bog Parihe.
- Ahura Mazda je naveden v Immortal Technique pesmi Sign of the Times iz Martyr disc.
- V romanu Battle Royale, študent imenovan Mizuho Inada verjame, da je bojevnik boga Ahura Mazde.
- Ahura Mazda se pojavi kot lik v Lucifer's Halo, miniseriji Josepha Michaela Linsnerja stripu Dawn.
- Ahora Mazda je bilo ime poznih 1960-ih, zgodnjih 1970 psihedelične in jazz fuzije progresivnega rock benda iz Nizozemske.
- Ahura Mazda je izrazit v knjigi Kushiel's Avatar, tretji roman v Jacqueline Careyevi seriji Kushiel's Legacy.